# جی.آی.تی.: با هم جمع کن
جی. آی.تی. با هم جمع کن با نام مستعار با هم جمع کن (انگلیسی: G.I.T. : Get It Together a.k.a. Get It Together) هشتمین آلبوم استودیویی جکسون فایو است که در ۱۲ سپتامبر ۱۹۷۳ از موتاون منتشر شد. این آلبوم دارای موفقیت کوچک «با هم جمع کن» و موفقیت بعدی «ماشینِ رقص» بود که بعداً به‌صورت ویرایش شده در آلبومی به همین نام مجدداً منتشر شد.